# Säulenprofil

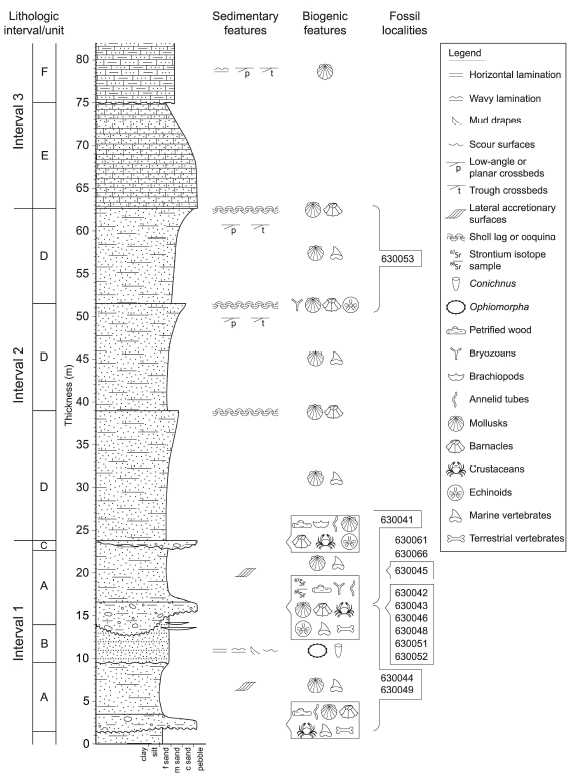
Säulenprofil der miozänen Alajuela Formation, Panama

Das Säulenprofil (auch Stratigraphic Column, Stratigraphic Section oder Log genannt) ist eine geologische Schematisierung einer stratigraphisch und/oder lithologisch untergliederten Schichtenfolge in Form einer Säule. Es wird in der Regel die Abfolge von Gesteinskernen aus Bohrungen oder die Gliederung eines Übertage-Aufschlusses dargestellt.
Eine Sonderform des Säulenprofils bilden die Mächtigkeitstafeln/-säulen auf dem Rand von geologischen Karten und idealisierte Normalprofile.

## Aufbau
An einer vertikalen Orientierungslinie, die der Teufe (Bohrungen) oder der Höhe über Grund (Aufschluss) entspricht, werden kastenförmige Einheiten angelegt, die die unterteilten Schichten darstellen. Die Orientierungslinie liegt in der Regel am linken Rand, nach rechts wird entsprechend die Gesteinsabfolge aufgetragen. Die vertikale Länge der Einheiten repräsentiert die Mächtigkeit der Schichtpakete, die horizontale Breite der Gesteinseinheiten richtet sich zumindest in klastischen Systemen (Tone, Schluffe, Sande, Kiese, und ihre verfestigten Äquivalente) nach der Korngröße, wobei mit zunehmendem Abstand von der Abszisse die Korngröße steigt (tonige Einheiten am schmalsten, kiesige am breitesten).

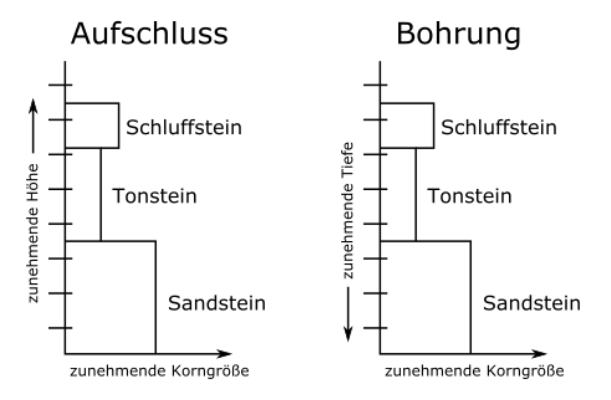
Schematischer Aufbau eines Säulenprofils für Aufschlüsse und Bohrungen

Für andere Gesteinsarten (Evaporite, Magmatite, Kohlen etc.) gibt es diesbezüglich keine allgemeingültigen Vorgaben, da diese nicht zwangsläufig nach Korngrößen unterteilt werden können. Typische Alternativen sind hier die Einteilung nach Modalbestand (Magmatite, Metamorphite, Evaporite) oder der Genese (Vulkanoklastiten).
Neben der Abfolge von Gesteinen, deren Art und Mächtigkeit dokumentieren Säulenprofile häufig mithilfe von Symbolen, Signaturen oder der Art von Schichtgrenzen (wellig, gestrichelt etc.) auch Zusatzinformationen, wie wichtige Bänke, das Verwitterungsverhalten, den Fossilgehalt, Sedimentstrukturen, Sedimenttexturen, Diskordanzen, Schichtlücken, Grundwasserstände oder Probennahmepunkte.

## Mächtigkeitstafel/-säule
Mächtigkeitstafeln bzw. Mächtigkeitssäulen sind stratigraphische Säulenprofile auf dem Rand einer geologischen Karte, die zeitliche und teilweise auch räumliche Aufeinanderfolge der geologischen Bildungen des kartierten Gebiets veranschaulichen. Die mittleren Mächtigkeiten der Schichten werden maßstabsgetreu dargestellt, die unterschiedlichen tatsächlichen Mächtigkeiten können seitlich angeschrieben werden. Bei stark differierenden geologischen Verhältnissen im Kartiergebiet können mehrere Mächtigkeitstafeln erforderlich sein.

## Normalprofil
Normalprofile sind idealisierte Darstellungen der für ein Gebiet typischen Schichtenfolge mit Angaben zu Lithologie, Mächtigkeiten, Fossilinhalt und anderen für die entsprechende Gesteinsabfolge relevanten Daten. Die Darstellungen werden in der Regel als Säulenprofil umgesetzt und erfolgen maßstabsgetreu.